# Шоштань
Шоштань — город в северной Словении. Это место муниципалитета Шоштань. Район является частью традиционного региона Штирии. Весь муниципалитет теперь включен в статистический регион Савинья.
Площадь 3,7 км².
Население (2012) 2933 чел.

## История
Шоштань впервые упоминается в письменных документах, датируемых примерно 1200 годом, как Шенштейн по отношению к своему замку. В качестве торгового города он был впервые упомянут в 1348 году. Ему был присвоен статус города в 1919 году, и до 1960-х годов он был центром долины Шалек (словенское название: Шалешская долина). В 1963 г. соседнее Веленье стало административным центром. Шоштан снова стал муниципальным центром в конце 1990-х годов. Город имеет давнюю историю кожевничества, промышленная деятельность началась в 1788 году. Фабрика принадлежала семье Вошнагг, германизированной ветви семьи Вошняк, до национализации в 1945 году. Завод по переработке был закрыт в 1999 году. В городе создан музей кожевенной промышленности.